# Laurent Gounelle
Laurent Gounelle (ur. 10 sierpnia 1966 w L’Haÿ-les-Roses) – francuski pisarz i specjalista w dziedzinie rozwoju osobistego. 
Jest synem katoliczki i protestanta. Ukończył studia ekonomiczne i przez piętnaście lat pracował jako administrator zasobów ludzkich. Autor bestsellerowej książki O człowieku, który chciał być szczęśliwy, przetłumaczonej na 25 języków. Sprzedał 675 400 egzemplarzy, co dało mu 5. miejsce wśród najpopularniejszych francuskich pisarzy w 2016.